# دانشگاه اینسوبریا
دانشگاه اینسوبریا (به ایتالیایی: Università degli Studi dell'Insubria) یک دانشگاه در ایتالیا است که در وارزه واقع شده‌است.